# Энберг, Фридрих Оскар
Фридрих Оскар Энберг (19 [31] июля 1859, Лифляндская губерния — 12 октября 1937, Ялта) — русский и советский военный инженер, генерал-майор (1911). При участии Энберга был построен памятник затопленным кораблям и памятник Э. И. Тотлебену, он был так же автором проекта здания Панорамы Обороны Севастополя.

## Биография

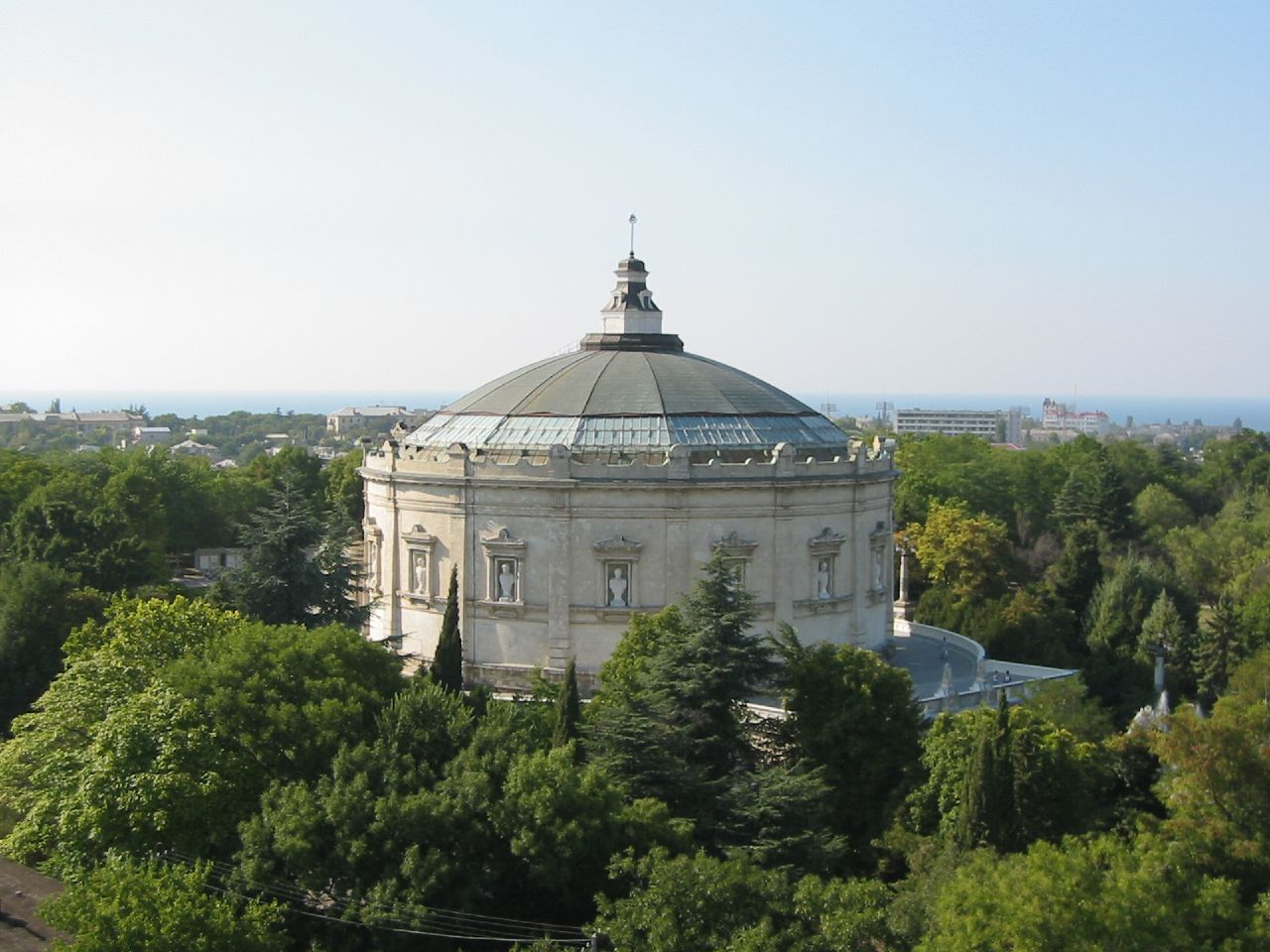
Одним из наиболее известных объектов, построенных по проекту Энберга, является Панорама «Оборона Севастополя»

Образование получил в реальном училище. В службу вступил 18.08.1878. Окончил Первое военное Павловское и Михайловское артиллерийское училища. Выпущен подпоручиком (ст. 08.08.1881) в 18-ю артиллерийскую бригаду. Поручик (ст. 08.08.1885). Окончил Николаевскую инженерную академию по 1-му разряду.
Штабс-Капитан (ст. 05.11.1889). Капитан (ст. 28.03.1893). Подполковник (ст. 06.12.1900). Помощник председателя хоз. комитета учрежденного при Севастопольском крепостном инж. управлении (14.02.1901-06.12.1904).
Руководил в 1903—1905 годах строительством Церкви Вознесения Господня на Северной стороне.
Полковник (пр. 1904; ст. 06.12.1904; за отличие). Состоял в числе штаб-офицеров положенных по штату в распоряжении Главного инженерного управления (06.12.1904-12.12.1911). Генерал-майор (пр. 1911; ст. 12.12.1911; за отличие).
Начальник инженеров и строитель Севастопольской крепости (с 12.12.1911). На 10.07.1916 в том же чине и должности. Помощник начальника военно-окружного управления по квартирному довольствию войск Минского ВО с 4.02.1917).
Состоял на службе в РККА. Инспектор коллегии по обороне Главного инженерного управления; помощник начальника Северо-Кавказского окружного инженерного управления. Помощник начальника I-го военно-полевого строительства. В 1920 году был назначен в распоряжение начальника инженеров Юго-Западного фронта.
В 1921 году назначен начальником инженеров Крымского сектора Севастопольского укрепрайона и Севастопольской крепости. Позже работал в КрымОХРИС (комитет по охране памятников старины, искусства, природы и народного быта). В 1924 по ложному обвинению был арестован. После освобождения переехал в Ялту. Работал в Управлении по борьбе с оползнями в Крыму (до 1929 в должности главного инженера). В 1929 при очередной чистке был уволен и 5-6 мес. не работал. Позже восстановлен на работе, но от должности гл. инженера отказался и работал рядовым проектировщиком.
Умер в Ялте. Могила не сохранилась.